# Vayana melzeri
Vayana melzeri är en skalbaggsart som beskrevs av Ohaus 1928. Vayana melzeri ingår i släktet Vayana och familjen Rutelidae. Inga underarter finns listade i Catalogue of Life.